# Lo Dos
Lo Dos és una muntanya de 402 metres que es troba al municipi de Foradada, a la comarca catalana de la Noguera.